# Kreuzschnäbel

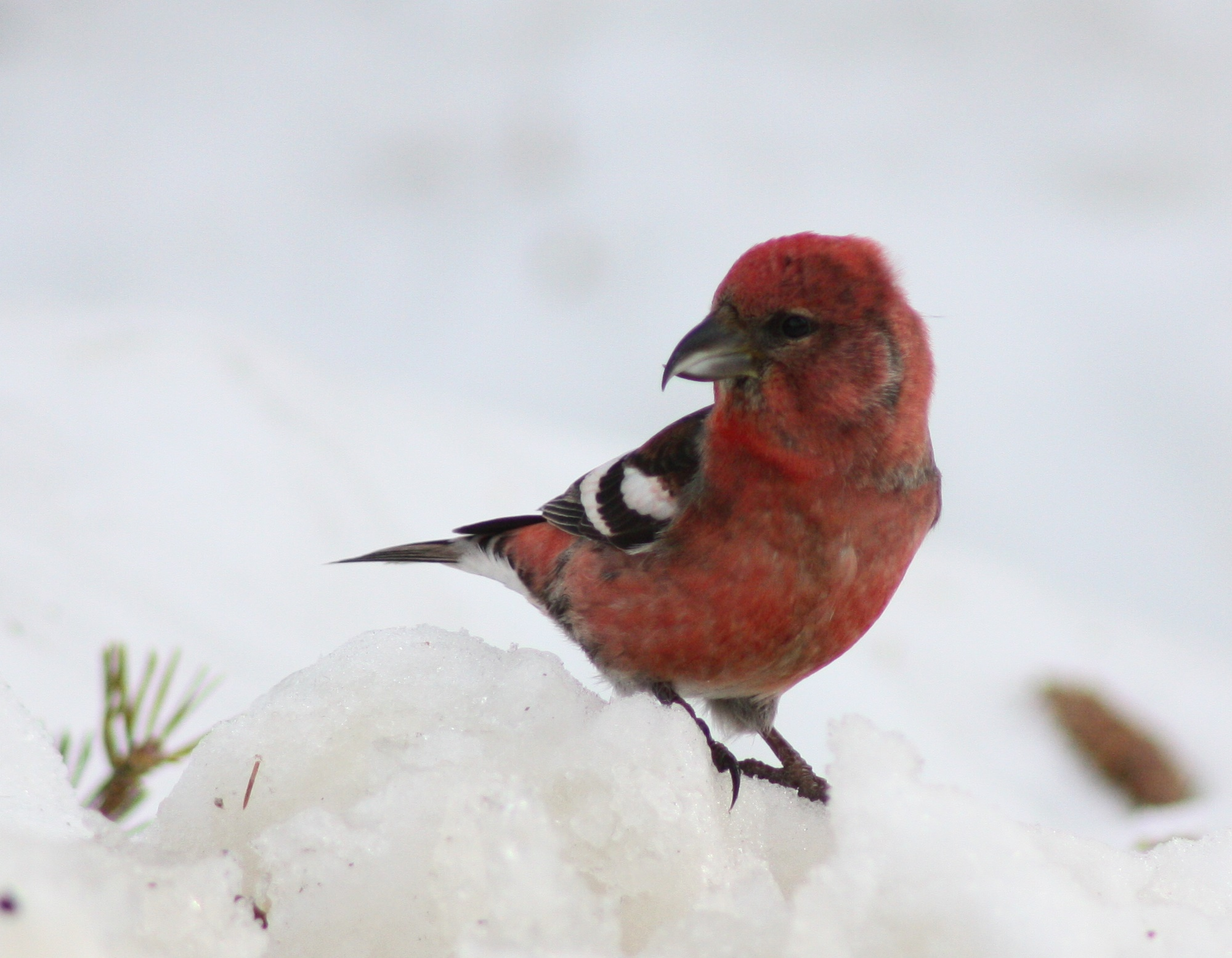
Bindenkreuzschnabel, Männchen

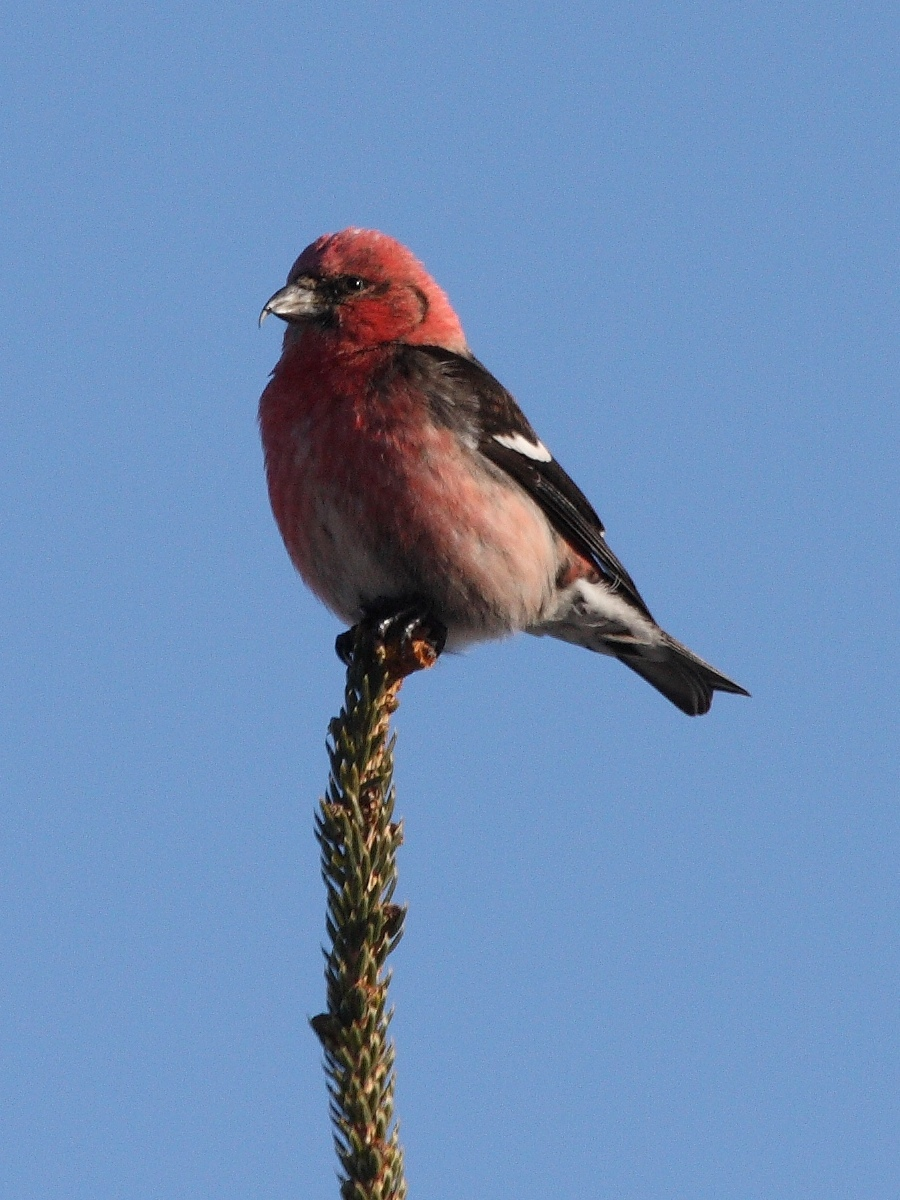
Bindenkreuzschnabel, Männchen

Die Kreuzschnäbel (Loxia) stellen eine Gattung innerhalb der Familie der Finken (Fringillidae) dar, die holarktisch verbreitet ist. Charakteristisch und namensgebend für diese Gattung sind die seitwärts verschoben sich kreuzenden Spitzen von Ober- und Unterschnabel. Der Lebensraum von Kreuzschnäbeln sind Nadelwälder.

## Merkmale
Die Männchen der Kreuzschnäbel weisen ein rot-oranges oder orange-graues Gefieder auf. Die Weibchen dagegen haben ein Gefieder, das olivgrau oder grau ist.
Die besondere Schnabelform dieser Vögel führte zu deren Namensgebung: Ober- und Unterschnabel kreuzen sich seitwärts in ihrem vorderen Bereich. Dadurch ist es den Kreuzschnäbeln möglich, an die Samen in den Zapfen von Nadelbäumen zu gelangen, die ihre Hauptnahrung darstellen.

## Verbreitungsgebiet
Von den fünf Arten kommt eine in Nordeuropa, eine in Schottland, zwei in der Holarktis und eine auf der Insel Hispaniola in der Karibik vor. Der Fichtenkreuzschnabel ist die am weitesten verbreitete Art. Sie brütet auch in Nordafrika, unter anderem in den Gebirgen Marokkos und Algeriens verbreitet.
Insbesondere die beiden holarktischen Arten, nämlich der Fichtenkreuzschnabel und der Bindenkreuzschnabel, zeigen gelegentlich invasives Verhalten. Denn beide Arten verlagern zu einem Teil ihre Brutplätze und Aufenthaltsgebiete, um ein besonders reiches Angebot an Fichtensamen auszunutzen. Deswegen sind teilweise auch über große Gebiete hinweg Invasionen zu beobachten, während derer Kreuzschnäbel sich in Regionen aufhalten, in denen sie sonst nicht regelmäßig oder nur in größeren Abständen auftauchen. Bei solchen Invasionen erreichen Vögel, die aus Nordrussland oder Skandinavien stammen, teilweise das südliche Mitteleuropa oder sogar die Mittelmeerküste. Solche Einflüge, die beispielsweise 1909, 1930 und 1935 beobachtet wurden, fielen mit einem großräumigen Ausfall von Fichtensamen in Fennoskandinavien und Nordrussland zusammen. Während der Invasion im Jahre 1990 waren zwischen 500.000 und 5.000.000 Fichtenkreuzschnäbel in Schottland anzutreffen.

## Nahrung
Die Nahrung besteht überwiegend aus Fichtensamen. Nadelbaumsamen werden von den großen Kreuzschnäbeln durch keilartiges Einschieben des seitlich komprimierten Schnabels zwischen die Zapfenschuppen, Lüften der Deckschuppe durch kräftiges Seitwärtsverschieben des Unterkiefers und Herausklauben des darunter festgeklemmten Samens mit der Zunge hervorgeholt. Die gekreuzten Schnabelspitzen entwickeln Jungvögel erst mehrere Wochen nach ihrem Schlupf. Auch noch nach dem Ausfliegen werden sie deshalb von den Elternvögeln einige Wochen lang mit Nahrung versorgt. Beim Schottlandkreuzschnabel wird sogar für möglich gehalten, dass sich dieser Zeitraum über acht Wochen erstreckt.

## Fortpflanzung
Kreuzschnäbel sind Nomaden, die unabhängig von Jahreszeit und Witterung jeweils dort brüten, wo sich in den Baumwipfeln reichlicher Zapfenbehang zeigt. Sie bauen ihr Nest hoch in Fichten. Die Gelege bestehen meist aus 3–4 Eiern, die 13–16 Tage bebrütet werden. Die Nestlingszeit beträgt 14–25 Tage. Meistens kommt es zu zwei Bruten im Jahr.

## Arten
- Kreuzschnäbel (Loxia)
  - Kiefernkreuzschnabel (L. pytyopsittacus)
  - Schottischer Kreuzschnabel oder Schottlandkreuzschnabel (L. scotica)
  - Fichtenkreuzschnabel (L. curvirostra), die Unterart L. c. sinesciuris wird u. a. von der AOU als eigene Art L. sinesciuris geführt
  - Bindenkreuzschnabel (L. leucoptera)
  - Hispaniola-Kreuzschnabel oder Haiti-Bindenkreuzschnabel (L. megaplaga) (galt ursprünglich als Unterart des Bindenkreuzschnabels)

## Einzelbelege
1. 1 2  Fry et al., S. 562.
2. ↑  Bezzel, S. 513
3. ↑  Harrison et al., S. 439